# Liste der Monuments historiques in Allonnes (Maine-et-Loire)
Die Liste der Monuments historiques in Allonnes (Maine-et-Loire) führt die Monuments historiques in der französischen Gemeinde Allonnes auf.

## Liste der Bauwerke
| Bezeichnung       | Beschreibung             | Standort | Kennzeichnung | Schutzstatus | Datum | Bild |
| ----------------- | ------------------------ | -------- | ------------- | ------------ | ----- | ---- |
| Domaine du Bellay | Erbaut von 1807 bis 1809 | (Lage)   | PA00135542    | Inscrit      | 1995  |      |

## Liste der Objekte
- Monuments historiques (Objekte) in Allonnes (Maine-et-Loire) in der Base Palissy des französischen Kultusministeriums